# Balagovi dvori
Balagovi dvori je građevina iz 19. stoljeća u gradu Samoboru.

## Opis
Dvorac smješten nedaleko od ceste koja iz Samobora vodi u Breganu, okružen perivojem, sagrađen je oko 1830. g. Riječ je o dvokrilnoj jednokatnoj građevini tlocrtne L forme kojoj je u 20. stoljeću dograđeno katno krilo čime je definiran tlocrt U forme. Prostorni koncept glavnog krila temelji se na nizanju amfiladno vezanih prostorija s orijentacijom na perivoj dok se u stražnjem dijelu proteže hodnik. Cjelokupni koncept artikulacije glavnog pročelja kao i pojedini elementi arhitektonske plastike (slijepi lukovi, pilastri, zabat) klasične su provenijencije. Dvorac je značajan primjer klasicističke rezidencijalne izgradnje prve polovice 19. stoljeća na području sjeverozapadne Hrvatske.

## Zaštita
Pod oznakom Z-4733 zaveden je kao nepokretno kulturno dobro - pojedinačno, pravna statusa zaštićena kulturnog dobra, klasificirano kao "sakralna graditeljska baština".